# ویلیام مک‌کی (کشتی‌گیر)
ویلیام مک‌کی (انگلیسی: William McKie; ۱۸۸۶ – ۱۹۵۶) کشتی‌گیر اهل بریتانیا بود.